# Tim P. Johnson
Pour les articles homonymes, voir Tim Johnson et Johnson.
Timothy Peter Johnson, dit Tim P. Johnson, né le 28 décembre 1946 à Canton (Dakota du Sud) et mort le 8 octobre 2024, est un homme politique américain.
Membre du Parti démocrate, il est élu du Dakota du Sud à la Chambre des représentants des États-Unis de 1987 à 1997 et au Sénat des États-Unis de 1997 à 2015.

## Biographie

### Études et premiers engagements
Johnson grandit à Vermillion, dans le sud-est du Dakota du Sud, non loin de la rivière Missouri. Diplômé d'un baccalauréat universitaire ès lettres et d'une maîtrise de l'université du Dakota du Sud, il est membre de la Chambre des représentants du Dakota du Sud de 1979 à 1982 puis du Sénat du Dakota du Sud de 1983 à 1987.

### Mandats au Congrès
De 1987 à 1997, il est représentant de l'État au Congrès des États-Unis. Lors des élections de 1996, Johnson est élu au Sénat des États-Unis. Il défait le sortant Larry Pressler, membre du Parti républicain, par 51 % des voix contre 49 % à Pressler, soit un écart de moins de 9 000 suffrages. Il est réélu en 2002 d'extrême justesse avec un écart de 0,15 % des voix (532 suffrages) face à John Thune, candidat du Parti républicain, lequel lui avait succédé à la Chambre des représentants des États-Unis en 1996.
Considéré comme l'un des élus démocrates les plus conservateurs du Congrès, partisan de la peine de mort, il vote également pour les baisses d'impôts massives proposées par le président George W. Bush en 2001 et pour la confirmation des juges John G. Roberts, Jr. et Samuel Alito à la Cour suprême des États-Unis. Il vote cependant contre la dérégulation et la mise en concurrence du secteur des télécoms organisée par le Telecommunications Act de 1996.

### Problèmes de santé et conséquences politiques
Le 12 décembre 2006, il est victime d'une attaque cérébrale et subit une intervention chirurgicale. S'il avait été contraint d'abandonner son siège, son remplaçant au Sénat des États-Unis aurait alors été désigné par Mike Rounds, le gouverneur du Dakota du Sud et membre du Parti républicain, lequel aurait fait basculer la majorité politique issue des élections de 2006. En effet, le Sénat se serait trouvé avec un nombre égal de sénateurs républicains et démocrates. La Constitution des États-Unis attribue en cas d'égalité une voix prépondérante au vice-président, en l'occurrence Dick Cheney. Johnson poursuit cependant son mandat et se voit largement réélu en novembre 2008 avec 62,5 % des voix face à Joel Dykstra (37,5 %), dans un contexte de vague électorale portée par le choix de Barack Obama pour la présidence des États-Unis.
Johnson ne se représente pas lors des élections de 2014 et quitte le Sénat en janvier 2015. Un républicain reprend son mandat en la personne de Mike Rounds.

### Vie privée
Marié, Tim Johnson est le père de trois enfants. Son fils aîné, Brooks, est un militaire de carrière dans l'armée américaine.